# Carcharodus baeticus

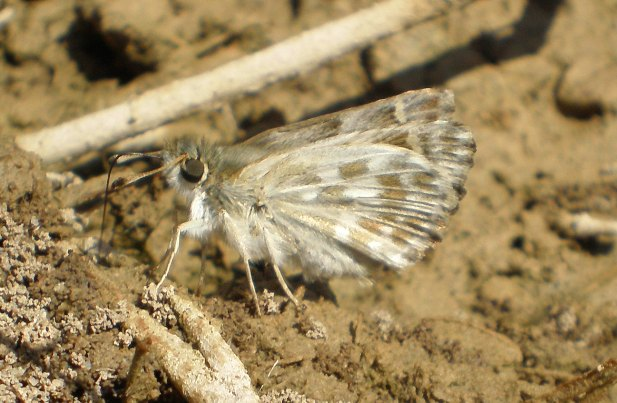
Unterseite

Carcharodus baeticus ist ein Schmetterling aus der Familie der Dickkopffalter (Hesperiidae).

## Merkmale
Die Vorderflügellänge beträgt 13 bis 14 Millimeter. Die Oberseite der Vorderflügel ist grau und leicht dunkel graubraun marmoriert. Weiters begrenzt eine schmale, graue Diskalbinde die dunklere Basalregion, und es befinden sich kleine hyalinen Flecke am Vorderflügel. Die Hinterflügeloberseite ist dunkelbraun mit einem kleinen hellen Basalfleck und ausgeprägten Diskal- und Postdiskalflecken sowie ein großer Diskoidfleck. Die Unterseite der Vorderflügel ist graubraun mit hellen Adern. Die Hinterflügelunterseite ist hell gelbgrau mit weißen Adern, Basal- und Diskalflecken sowie Postdiskalmonden. Insgesamt bewirken sie eine netzartige Zeichnung. Beide Geschlechter haben dieselben Flügelzeichnungen, das Männchen besitzt einen kräftigen Haarwuchs auf der Unterseite der Vorderflügel.

### Variabilität
Die 1. Generation ist grundsätzlich dunkelgrau gefärbt, die 2. Generation hellgrau und die 3. Generation hell sandbraun. Der Haarbewuchs ist bei Faltern im Frühsommer dunkel und bei später fliegenden Tieren hell sandbraun.

## Geographisches Vorkommen und Habitat
Carcharodus baeticus kommt in weiten Teilen der Iberischen Halbinsel (mit Ausnahme der Nord- und Westküste), an der französischen Mittelmeerküste und isoliert im Wallis (Schweiz), Piemont (Norditalien), Apennin (Mittelitalien) und auf Sizilien vor. Der Falter ist an trockenen, warmen und vegetationsarmen Hängen bis 1600 Meter zu finden.

## Lebensweise
Die Falter fliegen von Mai bis Oktober in zwei bis drei Generationen. In höheren Lagen bzw. im nördlichen Teil des Verbreitungsgebietes (z. B. Schweiz) kommt nur eine Generation vor. Die Raupe lebt am Gewöhnlichen Andorn (Marrubium vulgare) und an Schwarznesseln (Ballota).

## Systematik
Carcharodus baeticus wurde von Jules Pierre Rambur 1842 als Spilothyrus baeticus  erstmals wissenschaftlich beschrieben. Die Typuslokalität ist Andalusien. Ein jüngeres Synonym ist Carcharodus marrubii (Rambur 1842).